# 第2海兵師団 (アメリカ軍)
第2海兵師団（だい2かいへいしだん、2nd Marine Division）は、アメリカ海兵隊の師団のひとつ。第2海兵遠征軍隷下。司令部はノースカロライナ州キャンプ・レジューン海兵隊基地。

## 歴史
発足は1941年2月1日。第2海兵旅団を編成替えする形で組織された。ガダルカナル島、タラワ島、サイパン島、沖縄など太平洋戦争で多くの激戦を戦った。戦後は主に大西洋やカリブ海地域で活動しており、朝鮮戦争やベトナム戦争には参加していない。湾岸戦争には洋上において敵を牽制する部隊として参加した。イラク戦争にも一部の部隊が参加している。
現在の第2海兵師団は、第2海兵遠征軍の主力陸戦部隊となっている。第2海兵遠征軍は海兵隊総軍の隷下でフォース・プロバイダーとして位置づけられており、このことから、第2海兵師団も、師団として海外に派遣されて戦闘を行なうというよりは、適宜に海兵空地任務部隊に部隊を派出することになっている。

## 編制
- 司令部大隊
- 第2海兵連隊（歩兵）
- 第6海兵連隊（歩兵）
- 第8海兵連隊（歩兵）
- 第10海兵連隊（砲兵）
- 第2両用強襲大隊
- 第2戦闘工兵大隊
- 第2偵察大隊
- 第2軽装甲偵察大隊
- 第2戦車大隊